# إيفرتون باربوسا دا هورا
إيفرتون باربوسا دا هورا (بالبرتغالية: Éverton Barbosa da Hora‏) هو لاعب كرة قدم برازيلي في مركز الوسط، ولد في 2 أكتوبر 1983 في ريسيفي في البرازيل. لعب مع سبورت ريسيفي ونادي بوا إيسبورت ونادي بونتي بريتا ونادي غوياس ونادي فورتاليزا ونادي ناوتيكو.